# FourFourTwo
FourFourTwo è una rivista calcistica inglese pubblicata da Future. Prende il nome dall'omonima formazione calcistica, ovvero il 4-4-2. Sebbene abbia sede nel Regno Unito, la rivista è inoltre disponibile in altre 16 lingue.
FourFourTwo pubblica una serie di classifiche e premi annuali. Dal 2007, la rivista ha iniziato a compilare un elenco dei 100 migliori calciatori del mondo mentre alla fine della stagione 2012-2013 della Premier League, ha annunciato i suoi primi Stats Zone Awards. Nel maggio 2015 è stata annunciata la lista inaugurale dei 50 migliori giocatori asiatici del calcio mondiale. La rivista fa inoltre una top 50 dei giocatori della Football League, la seconda divisione del campionato inglese di calcio.

## Calciatore dell'anno
- 2007 -  Kaká, Milan
- 2008 -  Cristiano Ronaldo, Manchester United
- 2009 -  Lionel Messi, Barcellona
- 2010 -  Lionel Messi, Barcellona
- 2011 -  Lionel Messi, Barcellona
- 2012 -  Lionel Messi, Barcellona
- 2013 -  Cristiano Ronaldo, Real Madrid
- 2014 -  Cristiano Ronaldo, Real Madrid
- 2015 -  Lionel Messi, Barcellona
- 2016 -  Cristiano Ronaldo, Real Madrid
- 2017 -  Lionel Messi, Barcellona
- 2018 -  Lionel Messi, Barcellona
- 2019 -  Lionel Messi, Barcellona
- 2020 -  Robert Lewandowski, Bayern Monaco
- 2021 -  Robert Lewandowski, Bayern Monaco
- 2022 -  Erling Haaland, Borussia Dortmund/Manchester City
- 2023 -  Erling Haaland, Manchester City

### Conteggio vittorie

#### Per giocatore
| Pos. | Calciatore         | Vittorie |
| ---- | ------------------ | -------- |
| 1    | Lionel Messi       | 8        |
| 2    | Cristiano Ronaldo  | 4        |
| 3    | Robert Lewandowski | 2        |
| 3    | Erling Haaland     | 2        |
| 5    | Kakà               | 1        |

#### Per club
| Pos. | Calciatore        | Vittorie |
| ---- | ----------------- | -------- |
| 1    | Barcellona        | 8        |
| 2    | Real Madrid       | 3        |
| 3    | Bayern Monaco     | 2        |
| 3    | Manchester City   | 2        |
| 5    | Milan             | 1        |
| 5    | Manchester Utd    | 1        |
| 5    | Borussia Dortmund | 1        |

## Altre liste
Nel mese di aprile del 2022, l'edizione di FourFourTwo ha pubblicato l'elenco dei migliori giocatori del XXI secolo, dove Lionel Messi occupa nuovamente la 1ª posizione.
Il 16 ottobre del 2022 la rivista pubblica inoltre altre due liste: una riguardante i 50 più forti giocatori nella storia del Barcellona e un'altra riguardante i 50 più forti giocatori nella storia del Real Madrid.